# Альципа сірощока
Альци́па сірощока (Alcippe morrisonia) — вид горобцеподібних птахів родини Alcippeidae. Ендемік Тайваню. Китайські, юнанські та мандаринські альципи раніше були включені до видового комплексу сірощокої альципи.

## Поширення і екологія
Сірощокі альципи є ендеміками вологих гірських тропічних лісів Тайваню.